# 艾蒂安·若代勒
艾蒂安·若代勒（法語：Étienne Jodelle，1532年—1573年），文艺复兴时期欧洲诗人、剧作家。为七星诗社的成员。他的《被俘的克娄巴特拉》（16世纪中期出版）是最早的法语悲剧作品之一。

## 扩展阅读
- 本条目包含来自公有领域出版物的文本: Chisholm, Hugh (编).  (第11版). London: Cambridge University Press. 1911.